# John Gilling
John Gilling (Londra, 29 maggio 1912 – Madrid, 22 novembre 1984) è stato un regista e sceneggiatore inglese.
Ha diretto molti film horror, prodotti dalla celebre casa di produzione Hammer. I suoi titoli più noti sono La lunga notte dell'orrore (1966), Il sudario della mummia (1967) e L'ombra del gatto (1961).

## Filmografia parziale

### Regista
- No Trace (1950)
- La grande rapina di Long Island (Tiger by the Tail) (1955)
- La gente Gamma (The Gamma People)(1956)
- International Police (Interpol) (1957)
- Oltre il confine (The Man Inside) (1958)
- Le jene di Edimburgo (The Flesh and the Fiends) (1959)
- Le rotaie della morte (The Challenge) (1960)
- L'ombra del gatto (Shadow of the Cat) (1961)
- La lama scarlatta (The Scarlet Blade) (1963)
- Madra, il terrore di Londra (The Night Caller) (1965)
- La morte arriva strisciando (The Reptile) (1966)
- La lunga notte dell'orrore (The Plague of the Zombies) (1966)
- Il sudario della mummia (The Mummy's Shroud) (1967)
- Tris d'assi (The Champions) - serie TV, 4 episodi (1968-1969)